# Bank of North Dakota

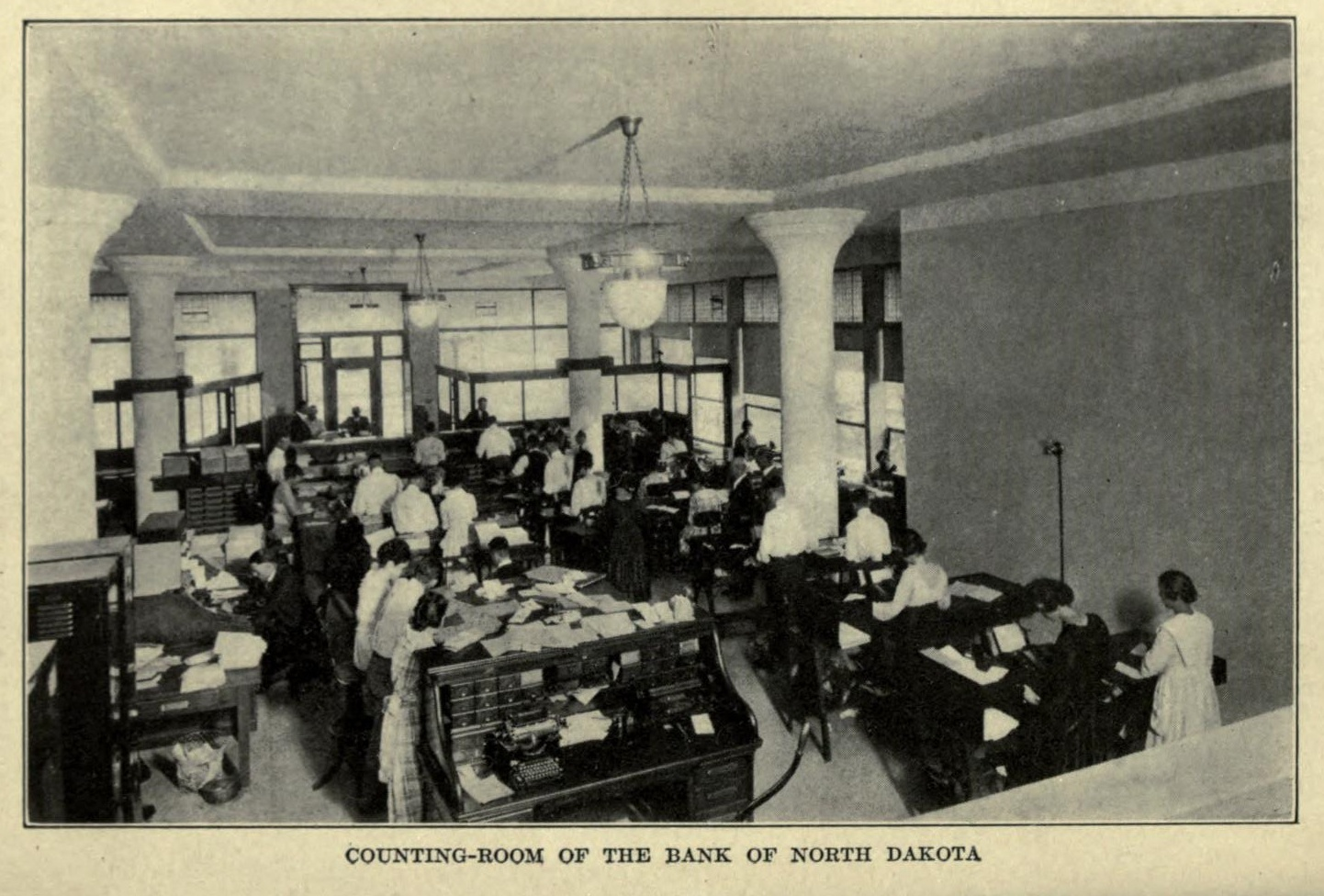
Zählraum der Bank um 1920

Die Bank of North Dakota (BND) ist ein staatliches Finanzinstitut mit Sitz in Bismarck (North Dakota). Sie ist die einzige staatliche Universalbank in den Vereinigten Staaten, die sich in Staatsbesitz befindet. Sie wurde 1919 gegründet.
Präsident und CEO ist Eric Hardmeyer.